# Хільдеберт I
Хільдеберт I (лат. Childebertus I, близько 496 — 13 грудня 558) — король франків, правив у  511 — 558  роках, з  династії Меровінгів. Третій син короля  Хлодвіга I та  Клотільди Бургундської. Ім'я Хільдеберт перекладається з давньонімецької як «Блискучий у битві».

## Королівство Хільдеберта

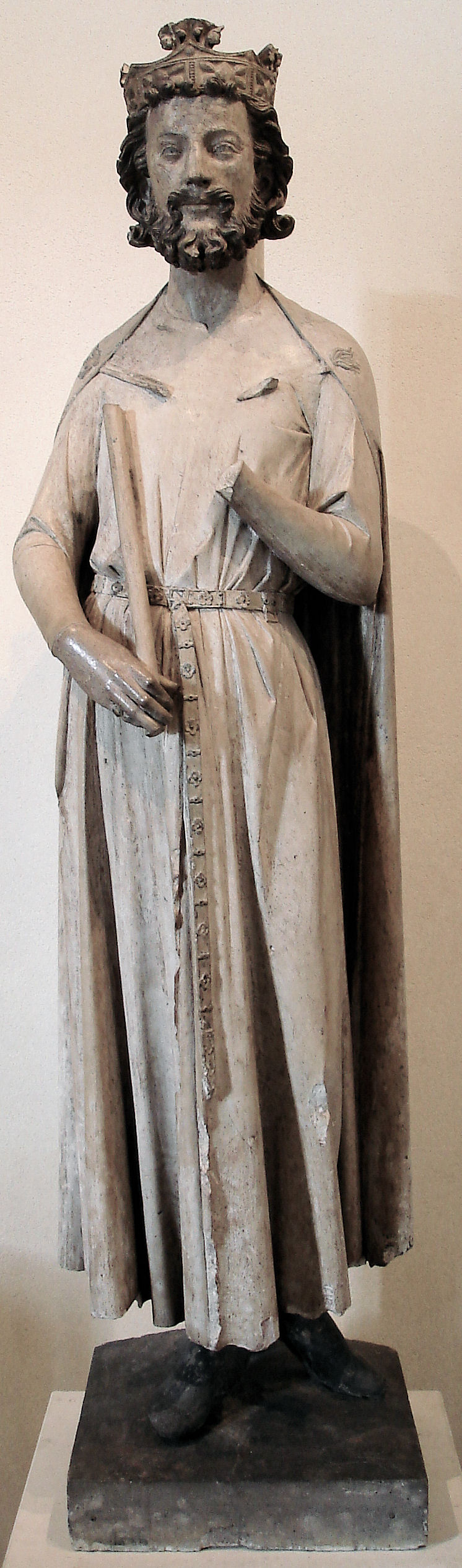
Статуя Хільдеберта I — засновника абатства Сен-Жермен-де-Пре.

По розділу володінь батька в 511 році, отримав Паризьке королівство, а саме землі між  Соною,  Луарою і морем; тобто північно-західну частину  Галлії, з містами Ам'єн, Париж, Руан, Лізьє, Бає, Авранш, Ренн та Ле-Ман. На півдні державі Хільдеберту належали, ймовірно, області Сент, Ангулем та Бордо. Столицею Хільдеберта був Париж.
У 522—523 роках Хільдеберт спільно зі своїми братами Хлодомиром і  Хлотаром I воював з  бургундами. Після того, як Хлодомир загинув у цій війні, Хільдеберт і Хлотар вбили його синів, і потім, разом з його прихильниками  Теодоріхом I, розділили між собою його королівство. Хільдеберту, зокрема, дісталися області навколо Анжера і Нанта на північ від  Луари, а також Шартр, Орлеан та Бурж.

## Війна з вестготами

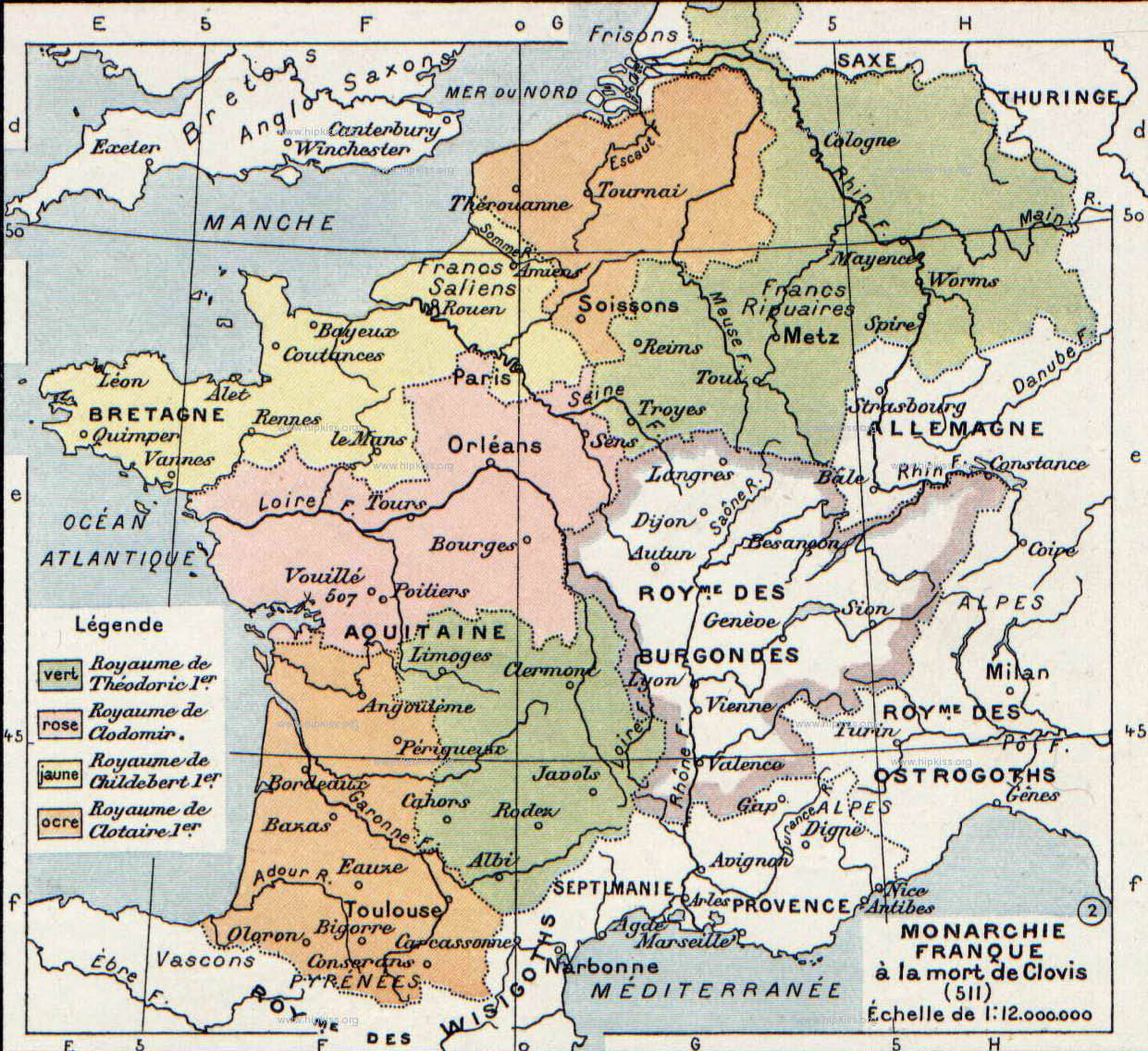
Розділ держави Хлодвіга I між синами в 511 році. Володіння Хільдеберта I виділені жовтим.

На початку 30-х років між  франками та  вестготами почалися військові дії. Приводом до війни послужило те, що сестра Хільдеберта  Хлодехільда, яка сповідувала  ортодоксально-нікейське християнство, видана заміж за короля вестготів Амаларіха, який дотримувався, як і всі готи,  аріанства, відчувала з боку чоловіка і його оточення численні образи.
Хільдеберт вирішив помститися за сестру. 531 року він почав похід у  Септиманію і розбив  вестготів у битві під Нарбонною. Король Амаларіх був убитий. Хільдеберт забрав сестру, але дорогою на батьківщину вона померла. Пізніше тіло її привезли в Париж і поховали поруч з її батьком  Хлодвігом I. Хільдеберт серед інших скарбів захопив дорогоцінне церковне начиння. А саме: шістдесят чаш, п'ятнадцять страв, двадцять цінних окладів для Євангелій — все це з чистого золота і прикрашене самоцвітами. Він не дозволив ламати ці речі, а розподілив їх і передав церквам та базилікам святих.
Через рік у цій війні взяли участь також  Теодоріх I та Хлотар I, які послали з військами своїх старших синів  Теодеберта і Гунтара.  Вестготів відтіснили з тих земель, які вони захопили після смерті  Хлодвіга і всі території на північ від  Піренеїв, крім  Септиманії були ними втрачені.

## Захоплення Бургундії
Після цих подій, Хільдеберт I і Хлотар I, а також, мабуть, їхній прибічник Теодеберт I, син  Теодоріха I знову вторглися в  Бургундію, розбили  бургундів у битві під Отеном і обложили Отен. Розбитий  Годомар кинувся навтьоки.

Після розділу Бургундії Хільдеберту, зокрема, дісталися Ліон, В'єнн та Женева.

## Відносини з остготами
Після вбивства остготської королеви Амаласунти в 535 році, імператор  Візантії Юстиніан I вирішив скористатися цим приводом для відкриття військових дій проти остготів. Бажаючи заручитися також підтримкою франкських королів, він написав: 
" Захопивши нам належну територію Італії силою, готи не тільки не мали ні найменшого наміру повернути її нам, але ще додали нестерпні і величезні образи. Тому ми були змушені вирушити на них походом, і було б правильно, якби ви допомогли нам у цій війні заради спільної для нас  православної віри, що відкидає  аріанську оману, і нашої спільної до готів ворожнечі".
 Крім того він послав їм багаті грошові подарунки, і погоджувався дати їм ще більше тоді, коли вони приступлять до виконання цієї справи. Вони з великою готовністю обіцяли йому своє сприяння.
Чудово усвідомлюючи неможливість вести бойові дії на два фронти, остготи докладали всіх зусиль, щоб шляхом всіляких поступок укласти мир з франками. Вже король Теодохад намагався поступкою Провансу і всіх завоювань остготів на території  Бургундії, а також даючи туди ж 2000 фунтів (більше ніж 650 кг) золота добитися переходу франків на свою сторону. Проте його скинення і вбивство перервало цей процес.
Відразу ж по вступу на престол до переговорів з франками звернувся і новий король остготів Вітігес. 536 року, він на тих же умовах поступився на користь Хільдеберта, його брата  Хлотара I та їхнього племінника  Теодеберта I остготськими володіннями в Галлії і передав їм золото.
Однак, франко-готський союз проти Юстиніана, на який сподівався Вітігес, не відбувся. Політика Хільдеберта, на відміну від Теодеберта I та Теодебальд а, залишалася провізантійскою. У 549 — 550 роках він також відмовився укласти договір з остготським королем Тотілою.

## Новий конфлікт з вестготами

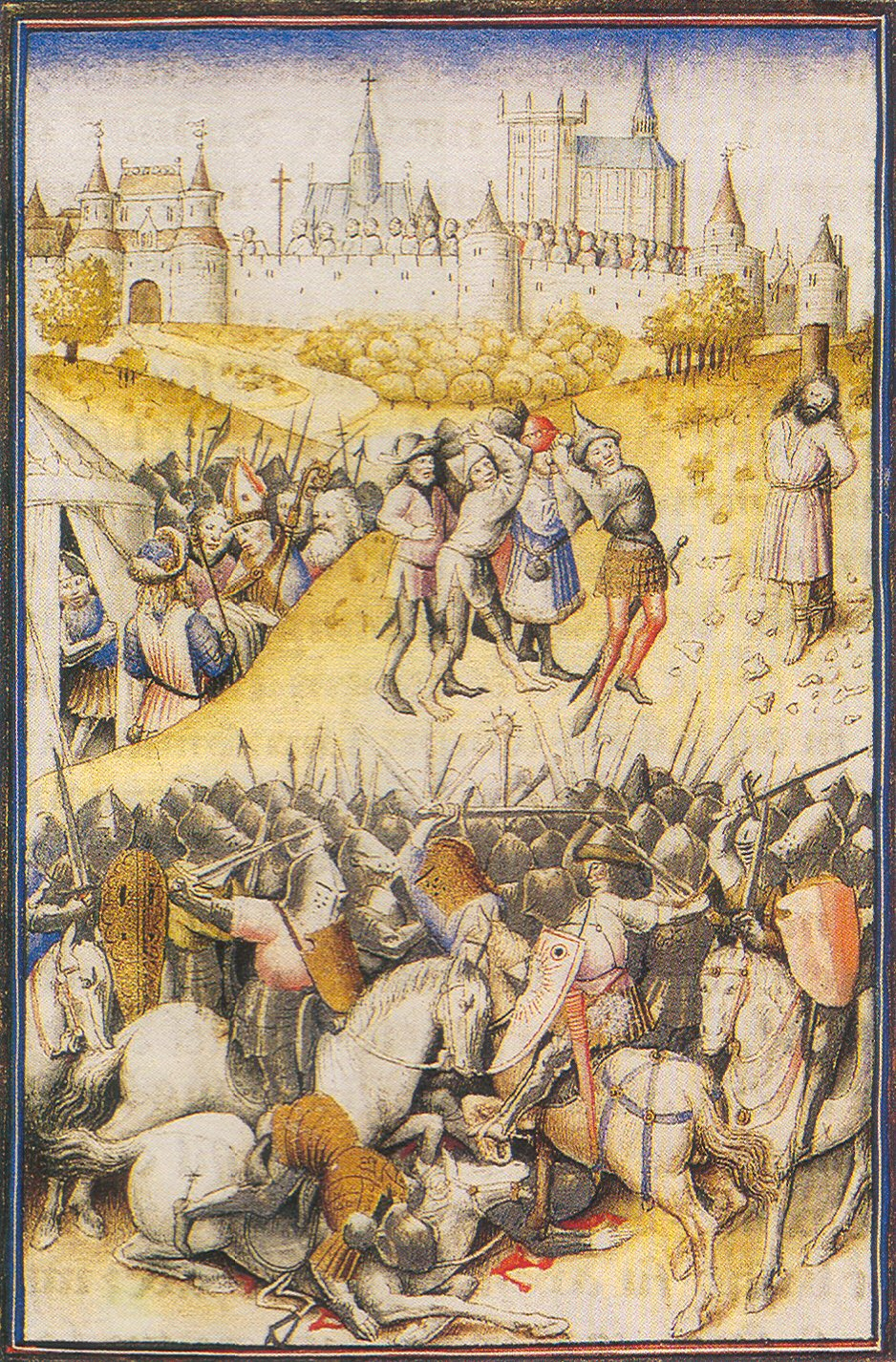
Облога Сарагоси Хільдебертом I і Хлотаром I.

Через десять років після першої сутички, між  вестготами та  франками спалахнула нова війна. У 542 році Хільдеберт замість того, щоб закінчити завоювання Септиманії, вирішив завдати удару вестготам у самому центрі їхнього королівства в  Іспанії. За підтримки свого брата  Хлотара Хільдеберт з великими силами перетнув Піренеї, спустошив провінцію Таррагона, рушив походом на  Сарагосу, взяв місто в облогу, але не досяг успіху.
Вестготський герцог Теудігізел перекрив гірські проходи в  Піренеях перед франкським військом, що поверталося на батьківщину з величезним обозом награбованого, і, попри чисельну меншість своїх воїнів, раптовим ударом відкинув франків. Проте надалі, усвідомлюючи, що йому не вдасться надовго затримати таку велику армію, він вступив у переговори з Хільдебертом і Хлотаром і за значну суму грошей відкрив прохід на період в один день і одну ніч. Франки, які не встигли відступити у відведений час, були безжально знищені готами.
Замість військового та політичного успіху, Хільдеберт вивіз з  Іспанії дорогу для вестготів реліквію, так звану туніку  святого Вікентія, диякона  сарагоської церкви, що прийняв мученицьку смерть під час переслідувань християн при римському імператорі Діоклетіані. Спочатку Хільдеберт наказав прибити її до воріт Парижа, але надалі, за порадою паризького єпископа  Германа Паризького він заснував для зберігання цієї реліквії монастир, що згодом отримав назву Сен-Жермен-де-Пре.

## Конфлікти з братами

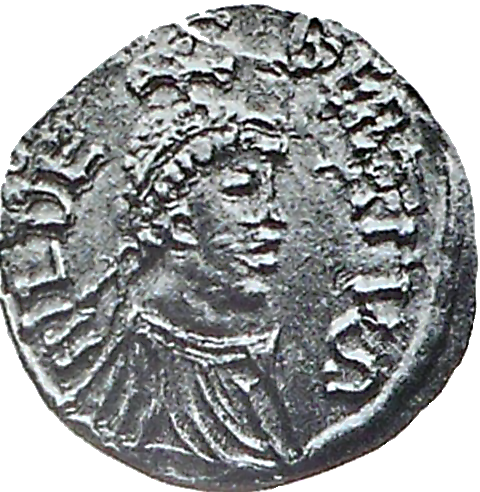
Золотий тріенс Хільдеберта I. Національна бібліотека Франції.

Хільдеберт вів боротьбу з братом Теодоріхом I за Овернь, але безрезультатно. Після смерті Теодоріха Хільдеберт і Хлотар I спробували позбавити спадщини його сина  Теодеберта I, як раніше вони зробили з синами Хлодомира, але, оскільки більша дружина Теодоріха повністю перейшла на сторону Теодеберта, який зумів залучити їх багатими дарами з королівської скарбниці, обидва брати зазнали невдачі. Однак пізніше Хільдеберт вступив з Теодебертом I в альянс, спрямований проти  Хлотара I. Вони навіть зробили проти нього похід, але через несприятливі умови та фактори змушені були його відмінити.
Під кінець життя у Хільдеберта остаточно зіпсувалися відносини з братом Хлотаром I, який, одружившись з молодою вдовою короля Теодебальда, захопив землі  Австразії, нічим не поділившись з Хільдебертом. Хільдеберт підтримав повстання сина Хлотара Храмна. Поки Хлотар воював з  саксами, Хільдеберт прийшов до Реймської Шампані, дійшовши до самого міста Реймса, все спустошуючи грабежами і пожежами. Почувши, що брат його убитий саксами, і, вважаючи, що все тепер у його владі, він захопив всі області, куди тільки міг дійти (555 рік).
13 грудня 558 року, після тривалої хвороби,  Хільдеберт помер у Парижі. Його поховали у збудованій ним самим базиліці святого Вінценцо. Оскільки у нього не було синів, Хлотар заволодів його королівством, а його дружину Вультроготу і двох дочок відправив у вигнання.